# Виотта, Генри
Генри (Хенрикус Анастасиус) Виотта (нидерл. Henricus Anastasius Viotta; 16 июля 1848, Амстердам — 18 февраля 1933, Монтрё) — нидерландский дирижёр и музыковед. Сын композитора и музыкального критика Йоаннеса Виотты.
Учился в Кёльнской консерватории как пианист и виолончелист (1864—1865), затем вернулся в Амстердам. Увлёкся музыкой Вагнера и в 1883 г. создал нидерландское Вагнеровское общество, в рамках которого в 1884—1919 гг. продирижировал девяносто тремя вагнеровскими постановками; в 1883 же году выпустил первую в Нидерландах книгу о Вагнере — «Рихард Вагнер. Его жизнь и сочинения» (нидерл. Richard Wagner. Zijn leven en zijne werken).
В 1896—1919 гг. Виотта был директором Гаагской консерватории. В 1904 г. он основал Гаагский филармонический оркестр и возглавлял его до 1917 г. Выйдя в 1919 г. в отставку со всех постов, он провёл остаток жизни в Швейцарии.
К столетию Виотты в 1948 г. ему был установлен мемориальный бюст в Амстердаме .